# Chardinomys yusheensis
Chardinomys yusheensis is een fossiel knaagdier uit het geslacht Chardinomys dat gevonden is in het Plioceen van China. Deze soort is bekend van twee rijen bovenkiezen (M1-3) uit het Laat-Plioceen van Yushe in Shanxi. Deze soort heeft hogere kronen en minder verlengde knobbels t1, t4 en t5 op de eerste bovenkies (M1) dan C. bilikeensis, de primitiefste soort van het geslacht. Bij de latere soort C. nihowanicus is de verbinding tussen de knobbels t5 en t6 op de M1 minder sterk, is de knobbel c4 op de eerste onderkies (m1) minder goed ontwikkeld en hebben de kiezen minder wortels. De M1 is 2,10 bij 1,40 tot 1,50 millimeter, de M2 1,25 bij 1,10 tot 1,40 millimeter en de M3 0,90 tot 1,00 bij 1,00 tot 1,10 millimeter.
Chardinomys bilikeensis · Chardinomys louisi · Chardinomys nihowanicus · Chardinomys yusheensis